# U.C. Sampdoria
Unione Calcio Sampdoria là một câu lạc bộ bóng đá có trụ sở ở Genova, Ý. Đội bóng được thành lập vào năm 1946 khi được tách ra từ hai câu lạc bộ thể thao Sampierdarenese và Andrea Doria.
Sampdoria hiện đang chơi ở giải Serie B. Màu áo truyền thống của đội bóng là xanh và trắng, đỏ và đen là màu áo phụ. Sampdoria có sân nhà là Sân vận động Luigi Ferraris, có sức chứa 36.536 chỗ ngồi, và chia sẻ sân cùng đội bóng khác ở Genoa, đội Cricket Genoa và câu lạc bộ bóng đá. Trận đấu giữa hai đội được biết đến với cái tên Derby della Lanterna.
Sampdoria đã vô địch Serie A một lần trong lịch sử của họ, vào mùa giải 1991. CLB cũng vô địch Cúp quốc gia Italia 4 lần (1985, 1988, 1989 và 1994). Thành công lớn nhất của họ ở đấu trường châu Âu là chức vô địch Cúp C2 vào năm 1990. Họ cũng vào tới trận chung kết cúp C1 1992 và chỉ để thua FC Barcelona 1-0 sau hiệp phụ.

## Lịch sử
Câu lạc bộ Ginnastica Sampierdarenese được thành lập vào năm 1891, câu lạc bộ bóng đá được mở vào năm 1899. Cũng trong khoảng thời gian đó, một câu lạc bộ tên Society Andrea Doria được thành lập vào năm 1895, và họ bắt đầu được chú ý nhờ những ảnh hưởng của họ cho bóng đá.

### Andrea Doria: Sự tham gia vào giải đấu thời kì đầu
Andrea Doria không tham gia vào giải đấu cao nhất của nước Ý được tổ chức bởi Liên đoàn bóng đá Ý mà thay vào đó họ đăng ký để tham dự các giải đấu được tổ chức bởi liên đoàn Ginnastica. Đội bóng cuối cùng cũng tham dự giải vô địch Ý vào năm 1903, nhưng không thắng trận nào ở giải này cho tới năm 1907 khi họ đánh bại đối thủ cùng thành phố Genoa 3-1.
Phải tới mùa giải 1910-11 đội bóng mới bắt đầu thực hiện lời hứa; Trong mùa giải đó họ về đích trên cả Juventus, Inter Milan và Genoa ở giải Piedmont-Lombardy-Liguria.

### Sau thế chiến thứ I
Sau thế chiến thứ I, Sampierdarenese cuối cùng bắt đầu tham dự giải vô địch Ý, mùa giải đầu tiên họ trở lại Andrea Doria không xuất hiện. Tuy nhiên, vào năm 1920 Doria trở lại và hai đội gặp nhau lần đầu tiên; Doria thắng trong cả hai trận (4-1 và 1-0); họ cũng bước lên ngôi vô địch giả khu vực Liguria.
Ở mùa giải 1921-22, giải đấu cao nhất nước Ý được chia thành hai giải; cả hai đội bóng trong lịch sử của Sampdoria cũng bị chia cắt ở hai giải đấu trong năm đó. Sampierdarenese chơi ở giải F.I.G.C, trong khi Andrea Doria chơi ở giải của C.C.I.
Sampierdarenese thắng ở khu vực Ligura và sau đó vào đến bán kết, kết thúc ở nhóm ba đội dẫn đầu; điều này đưa họ tới trận chung kết gặp Novese. Cả hai lượt trận chung kết kết thúc với tỉ số 0-0, và một trận đấu nữa đã phải tổ chức ở Cremona vào ngày 21 tháng 5 năm 1922. Vẫn bất phân thắng bại, trận đấu đi đến hiệp phụ và Novese thắng 2-1.
Sau đó hệ thống giải đấu ở Ý được chuyển lại thành một giải, Sampierdarenese được đánh giá cao hơn Andrea Doria. Ở mùa giải 1924-25 hai đội bóng phải gặp nhau ở giải phía Bắc; Doria đứng cao hơn 1 bậc thắng đối thủ của họ 2-1 trong một trận, trong khi Sampierdarenese thắng 2-0 ở trận còn lại. Vào cuối mùa giải 1926-27, hai đội bóng hợp lại dưới cái tên La Dominante Genova.

## Các huấn luyện viên trong lịch sử
- Giuseppe Galluzzi– 1946–47
- Adolfo Baloncieri– 1947–50
- Giuseppe Galluzzi– 1950
- Matteo Poggi, Alfredo Foni– 1950–51
- Alfredo Foni– 1951–52
- Matteo Poggi– 1952
- Ivo Fiorentini– 1952–53
- Paolo Tabanelli– 1953–55
- Lajos Czeizler– 1955–56
- Pietro Rava– 1956–57
- Ugo Amoretti– 1957
- William Dodgin– 1957–58
- Adolfo Baloncieri– 1958
- Eraldo Monzeglio– 1958–61
- Roberto Lerici– 1961–63
- Ernst Ocwirk– 1963–65
- Giuseppe Baldini– 1965–66
- Fulvio Bernardini– 1966–71
- Heriberto Herrera– 1971–73
- Guido Vincenzi– 1973–74
- Giulio Corsini– 1974–75
- Eugenio Bersellini– 1975–77
- Giorgio Canali– 1977–78
- Lamberto Giorgis– 1978–79
- Lauro Toneatto– 1979–80
- Enzo Riccomini– 1980–81
- Renzo Ulivieri– 1981–84
- Eugenio Bersellini– 1984–86
- Vujadin Boškov– 1986–92
- Sven-Göran Eriksson– 1992–97
- César Luis Menotti– 1997
- Vujadin Boškov– 1997–98
- Luciano Spalletti– 1998
- David Platt, Giorgio Veneri– 1998–99
- Luciano Spalletti– 1999
- Giampiero Ventura– 1999–00
- Luigi Cagni– 2000–01
- Gianfranco Bellotto– 2001–02
- Walter Novellino– 2002–07
- Walter Mazzarri– 2007–09
- Luigi Delneri– 2009–10
- Domenico Di Carlo– 2010–11
- Alberto Cavasin– 2011
- Gianluca Atzori– 2011
- Giuseppe Iachini– 2011–12
- Ciro Ferrara– 2012
- Delio Rossi– 2012–13
- Siniša Mihajlović– 2013–15
- Walter Zenga– 2015
- Vincenzo Montella– 2015–2016
- Marco Giampaolo– 2016–2019
- Eusebio Di Francesco– 2019–

## Danh hiệu
Serie A: 1
- Vô địch: 1990-91
- Về nhì: 1921-22 (F.I.G.C. as Sampierdarenese)

Serie B: 2
- Vô địch: 1933-34, 1966-67
- Về nhì: 1981-82, 2002-03

Coppa Italia: 4
- Vô địch: 1984-85, 1987-88, 1988-89, 1993-94
- Về nhì: 1985-86, 1990-91, 2008-09

Supercoppa Italiana: 1
- Vô địch: 1991
- Về nhì: 1988, 1989, 1994

UEFA Champions League
- Về nhì: 1991-92
- UEFA Cup Winners' Cup/Cúp C2: 1
- Vô địch: 1989-90
- Về nhì: 1988-89

## Cầu thủ

### Đội hình hiện tại
Tính đến ngày 1/2/2024
Ghi chú: Quốc kỳ chỉ đội tuyển quốc gia được xác định rõ trong điều lệ tư cách FIFA. Các cầu thủ có thể giữ hơn một quốc tịch ngoài FIFA.
| Số | VT | Quốc gia    | Cầu thủ                                   |
| -- | -- | ----------- | ----------------------------------------- |
| 1  | TM | Serbia      | Filip Stanković (mượn từ Inter Milan)     |
| 3  | HV | Ý           | Antonio Barreca                           |
| 4  | TV | Anh         | Ronaldo Vieira                            |
| 5  | TV | Na Uy       | Kristoffer Askildsen                      |
| 6  | TV | Ý           | Simone Panada (mượn từ Atalanta)          |
| 7  | TĐ | Ý           | Sebastiano Esposito (mượn từ Inter Milan) |
| 8  | TV | Ý           | Matteo Ricci                              |
| 9  | TĐ | Ý           | Manuel De Luca                            |
| 10 | TV | Ý           | Valerio Verre                             |
| 11 | TĐ | Tây Ban Nha | Estanis Pedrola (mượn từ Barcelona)       |
| 12 | HV | Ý           | Elio Tantalocchi                          |
| 13 | HV | Ý           | Andrea Conti                              |
| 14 | TV | Thụy Sĩ     | Pajtim Kasami                             |
| 15 | HV | Phần Lan    | Arttu Lötjönen                            |
| 16 | TĐ | Ý           | Fabio Borini                              |
| 19 | TĐ | Uruguay     | Agustín Álvarez (mượn từ Sassuolo)        |

| Số | VT | Quốc gia        | Cầu thủ                                  |
| -- | -- | --------------- | ---------------------------------------- |
| 21 | HV | Ý               | Simone Giordano                          |
| 22 | TM | Ý               | Nicola Ravaglia                          |
| 23 | HV | Ý               | Fabio Depaoli                            |
| 25 | HV | Ý               | Alex Ferrari                             |
| 28 | TV | Tây Ban Nha     | Gerard Yepes                             |
| 29 | HV | Ý               | Nicola Murru                             |
| 32 | TV | Ý               | Stefano Girelli                          |
| 33 | HV | Uruguay         | Facundo González (mượn từ Juventus)      |
| 34 | TV | Bắc Macedonia   | Ardijan Chilafi                          |
| 35 | HV | Guinea Xích Đạo | Hugo Buyla (mượn từ Atalanta)            |
| 36 | TV | Ý               | Ilario Porzi                             |
| 37 | HV | Ý               | Matteo Langella                          |
| 40 | HV | Slovenia        | Petar Stojanović (mượn từ Empoli)        |
| 55 | TV | Gambia          | Ebrima Darboe (mượn từ Roma)             |
| 80 | TV | Ý               | Leonardo Benedetti                       |
| 87 | HV | Ý               | Daniele Ghilardi (mượn từ Hellas Verona) |

### Ra đi theo dạng cho mượn
Ghi chú: Quốc kỳ chỉ đội tuyển quốc gia được xác định rõ trong điều lệ tư cách FIFA. Các cầu thủ có thể giữ hơn một quốc tịch ngoài FIFA.
| Số | VT | Quốc gia | Cầu thủ |
| -- | -- | -------- | ------- |

### Các cựu cầu thủ nổi tiếng
| 1946 - 1970s - Vujadin Boškov - Todor Veselinović - Ernesto Cucchiaroni - Marcello Lippi - Giovanni Lodetti - Angelo Sormani - Luis Suárez - Roberto "Bob" Vieri 1980s - Ivano Bordon - Liam Brady - Hans-Peter Briegel - Toninho Cerezo - Giuseppe Dossena - Trevor Francis - Moreno Mannini - Roberto Mancini - Víctor Muñoz - Gianluca Pagliuca - Fausto Pari - Luca Pellegrini - Graeme Souness - Gianluca Vialli - Pietro Vierchowod - Fausto Salsano | 1990s - 2000s - Alain Boghossian - Ivano Bonetti - Marco Branca - Renato Buso - Antonio Cassano - Enrico Chiesa - Sandro Cois - Oumar Dieng - Alberigo Evani - Riccardo Ferri - Francesco Flachi - Ruud Gullit - Giovanni Invernizzi - Vladimir Jugović - Srečko Katanec - Christian Karembeu - Jürgen Klinsmann - Pierre Laigle - Attilio Lombardo - Siniša Mihajlović - Alexei Mikhailichenko - Vincenzo Montella - Ariel Ortega - Fabrizio Ferron - David Platt | - Fabio Quagliarella - Clarence Seedorf - Lee Sharpe - Giuseppe Signori - Hugo - Paulo Silas - Doriva - Juan Sebastián Verón - Sergio Volpi - Des Walker - Walter Zenga - Christian Zenoni - Bratislav Živković - Nenad Sakić - Zoran Jovičić - Vitali Kutuzov - François Omam-Biyik - Saliou Lassissi |